# Біллі Барч
Біллі Барч (Берч, англ. Billy Burch, нар. 20 листопада 1900, Йонкерс — пом. 30 листопада 1950, Торонто) — канадсько-американський хокеїст, що грав на позиції центрального нападника.
Член Зали слави хокею з 1974 року.

## Ігрова кар'єра
Хокейну кар'єру розпочав 1919 року.
Протягом професійної клубної ігрової кар'єри, що тривала 12 років, захищав кольори команд «Гамільтон Тайгерс», «Нью-Йорк Амеріканс», «Бостон Брюїнс» та «Чикаго Блек Гокс».
Загалом провів 392 матчі в НХЛ, включаючи 2 гри плей-оф Кубка Стенлі.

## Нагороди та досягнення
- Пам'ятний трофей Гарта — 1925.
- Приз Леді Бінг — 1927.

## Статистика
| Сезон        | Клуб                     | Ліга         | Регулярний сезон | Регулярний сезон | Регулярний сезон | Регулярний сезон | Регулярний сезон | Плей-оф | Плей-оф | Плей-оф | Плей-оф | Плей-оф |
| Сезон        | Клуб                     | Ліга         | І                | Г                | П                | О                | ШХ               | І       | Г       | П       | О       | ШХ      |
| ------------ | ------------------------ | ------------ | ---------------- | ---------------- | ---------------- | ---------------- | ---------------- | ------- | ------- | ------- | ------- | ------- |
| 1919–20      | «Торонто Каное Клуб»     | ОХА          |                  |                  |                  |                  |                  | 12      | 42      | 12      | 54      | —       |
| 1920–21      | «Торонто Аура Лі»        | ОХА          | 10               | 12               | 2                | 14               | —                | —       | —       | —       | —       | —       |
| 1921–22      | «Торонто Аура Лі»        | ОХА          | 9                | 13               | 10               | 23               | —                | 2       | 2       | 1       | 3       | —       |
| 1922–23      | «Нью-Гейвен Вестмінстер» | USAHA        | —                | 4                | 0                | 4                | —                | —       | —       | —       | —       | —       |
| 1922–23      | «Гамільтон Тайгерс»      | НХЛ          | 10               | 6                | 3                | 9                | 4                | —       | —       | —       | —       | —       |
| 1923–24      | «Гамільтон Тайгерс»      | НХЛ          | 24               | 16               | 6                | 22               | 6                | —       | —       | —       | —       | —       |
| 1924–25      | «Гамільтон Тайгерс»      | НХЛ          | 27               | 20               | 7                | 27               | 10               | —       | —       | —       | —       | —       |
| 1925–26      | «Нью-Йорк Амеріканс»     | НХЛ          | 36               | 22               | 3                | 25               | 33               | —       | —       | —       | —       | —       |
| 1926–27      | «Нью-Йорк Амеріканс»     | НХЛ          | 43               | 19               | 8                | 27               | 40               | —       | —       | —       | —       | —       |
| 1927–28      | «Нью-Йорк Амеріканс»     | НХЛ          | 32               | 10               | 2                | 12               | 34               | —       | —       | —       | —       | —       |
| 1928–29      | «Нью-Йорк Амеріканс»     | НХЛ          | 44               | 11               | 5                | 16               | 45               | 2       | 0       | 0       | 0       | 0       |
| 1929–30      | «Нью-Йорк Амеріканс»     | НХЛ          | 35               | 7                | 3                | 10               | 22               | —       | —       | —       | —       | —       |
| 1930–31      | «Нью-Йорк Амеріканс»     | НХЛ          | 44               | 14               | 8                | 22               | 35               | —       | —       | —       | —       | —       |
| 1931–32      | «Нью-Йорк Амеріканс»     | НХЛ          | 48               | 7                | 15               | 22               | 20               | —       | —       | —       | —       | —       |
| 1932–33      | «Бостон Брюїнс»          | НХЛ          | 23               | 3                | 1                | 4                | 4                | —       | —       | —       | —       | —       |
| 1932–33      | «Чикаго Блек Гокс»       | НХЛ          | 24               | 2                | 0                | 2                | 2                | —       | —       | —       | —       | —       |
| Усього в НХЛ | Усього в НХЛ             | Усього в НХЛ | 390              | 137              | 61               | 198              | 255              | 2       | 0       | 0       | 0       | 0       |